# Treblinka udryddelseslejr
|  | For artiklen om byen, se Treblinka |
Treblinka var en nazistisk udryddelseslejr i nærheden af landsbyen Treblinka i voivodskabet Masovien i det tysk-besatte Polen under 2. verdenskrig. Næstefter Auschwitz var det den udryddelseslejr hvor flest jøder blev slået ihjel. 

## Antal døde
Antal dræbte er omdiskuteret. Polske myndigheder satte det til 750.000. Vesttyskland satte det tidligt i 1971 til 900.000, efter at nye bevis forelå. Kommandanten Franz Stangl blev dømt ud fra dette tal. Stationsforstanderen i Treblinka, Franciszek Zabecki,  stod fast på, at tallet var langt højere: "JEG ved det; de andre gætter kun. Der var ingen tyske papirer som bevis, udover dem, jeg fik fat på og gemte – og de er ufuldstændige. Men jeg stod der på stationen, dag ud og dag ind, og noterede tallene, der stod med kridt på hver enkelt vogn. Jeg har lagt dem sammen, igen og igen. Antal dræbte i Treblinka var 1.200.000, og det er der overhovedet ingen tvivl om." 

## De to lejre
Egentlig var der tale om to lejre. Tyskerne åbnede den første omkring 4 km fra jernbanestationen i december 1941 som en lille tvangsarbejdslejr. Indsatte arbejdede enten i den nærliggende grusgrav eller med kunstvanding i området. Lejren blev drevet af 20 SS-mænd og 20 ukrainske vagter. 
Den næste, hemmelige lejr – benævnt "T.II" i sagspapirer —lå 1,6 km fra den første og var en ren udryddelseslejr for jøder som del af die Endlösung, dvs. holocaust. Treblinka II var i lighed med Belzec og Sobibor en del af Aktion Reinhard,  og blev bygget som den tredje og sidste i rækken. Den var i funktion fra 23. juli 1942 til 19. oktober 1943. Her blev jøder, samt flere tusinde sigøjnere, skudt eller myrdet i lejrens 13 gaskamre ved hjælp af kulilte. De døde blev brændt i store gruber eller begravet i massegrave, og senere opgravet og brændt for at slette sporene.

## Transporterne
Den åbnede 23. juli 1942, da evakueringen af Warszawa-ghettoen blev iværksat. Stationsforstanderen Zabecki beskrev togets ankomst, hvor det første tog kunne høres langt borte fra; ikke kun pga. bulderet, da det passerede broen over floden Bug, men pga. hyppige skud fra vagternes rifler og automatvåben. Som meldt bestod toget af tres lukkede vogne, stopfyldt af mennesker i alle aldre. Vogndørene var låst; lufteventilerne dækket af pigtråd. Adskillige SS-mænd, med automatvåben parat til skud, stod på togets dørtrin eller lå på tagene. "Med oprullede ærmer lignede de slagtere…Uden at et ord var udtalt, forstod vi tragedien, idet nybyggere ikke ville have krævet et sådant vagthold, som var der tale om farlige forbrydere. SS-mændene bandede og skreg til de tyske jernbanefolk om at skynde sig. På vognene så vi kridtmærker, som opgav antal mennesker i hver vogn. Det samlede antal med toget var mellem 8.000 og 10.000. Alle i toget var tvunget til at stå op, uden tilstrækkelig luft eller adgang til toiletter. Det var som at rejse i en bagerovn. Varmen, manglen på frisk luft og det varme vejr skabte forhold, som ikke en gang raske unge mennesker kunne magte. Gråd, støn, protester, bønner om vand. Gennem nogle luftehuller kiggende rædselsslagne mennesker ud, og spurgte håbefuldt: "Hvor langt er det til de gårde, hvor vi skal arbejde?" Tyve vogne blev frakoblet og kørt på et sidespor ind i lejren. Kort efter kom den tom tilbage. Dette blev gentaget to gange, til alle tres vogne var tømt. Tomme kørte de tilbage til Warszawa efter flere "nybyggere"." 
Derefter kom togene dagligt. Inden to uger var omme, var folk i gang med flugtforsøg, iblandt 100 fra en eneste transport. Tre gange i starten ankom en vogn helt tom. Hver gang blev de ukrainske vagter bragt til en kælder inde i lejren og henrettet som straf. I sommervarmen led folk forfærdeligt af tørste, og i starten prøvede de tyske jernbanefolk at hjælpe dem til drikkevand, mens toget stod ved stationen; men efter nogle dage blev det forbudt. Lokalbefolkningen prøvede alligevel at komme med vand, indtil tyskerne begyndte at skyde efter dem. Folk var skrækslagne; efter kort tid trængte en frygtelig stank ud fra lejren.

## Udformning
Treblinka II var udformet som en dødsfabrik, med samlet område på kun omkring 400 x 600 meter. Den øvre del, Todeslager (= dødslejren), bestod af gaskamre og installationer for at blive af med ligene – den første tid i kalkede grave; fra foråret 1943 blev de brændt på jernsviller, kaldt "grille". Massegravene blev åbnet, og de døde derfra hentet op og brændt. I dødslejren var også barakker for arbejdsjøder, omtalt som Totenjuden (= "dødsjøder"). Mændene håndterede ligene; tolv piger lavede mad og gjorde rent. I den øvre lejr blev mindst 265.000 jøder fra Warszawa dræbt. Senere kom der også jøder fra andre steder i Polen, samt fra Tyskland, Østrig, Tjekkoslovakiet, Holland, Belgien, Frankrig og Grækenland. Todeslager rummede efterhånden 13 gaskamre. Treblinka blev fra juni-august 1942 ledet af lægen dr. Eberl. Ifølge overlevende havde vagtpersonalet under dr. Eberl "snapseflasken i den ene hånd, pisken i den anden". Fra august 1942 til august/september 1943 blev ledelsen overtaget af den effektive Franz Stangl, som var overført fra Sobibor; og endelig fra september 1943 til november 1943 af Kurt Franz. 
Den nedre lejr bestod af Sortierungsplatz, hvor arbejdsjøder blev udvalgt, og resten sendt i gaskammeret. Her var også barakkerne, hvor ofrene klædte sig af; kvinderne fik håret barberet af, og blev undersøgt indvendigt efter skjulte værdisager. Her var Himmelfahrtstrasse (= "Himmelfartsvejen"), 100 meter lang og omgivet af et tre meter højt pigtrådsgærde, indflettet med grene, der skjulte alt indsyn. Her blev de nøgne fanger, fem i bredden, til sidst jaget op til gaskamrene. I den nedre lejr var også arbejdsjødernes barakker og deres latrin, som de kunne måtte benytte et vist antal minutter, mens en jøde, udklædt som rabbi, var sat til at passe tiden på et ur. Her var også Appelplatz, hvor arbejdsjøderne blev opstillet to gange dagligt. Piskestraf foregik her nærmest hver aften. Denne plads blev også benyttet til koncerter, afstraffelser og henrettelser, samt Kurt Franz’ idé om sport, dvs. kapløb og boksekampe, der først var færdige, når taberne var døde. Henrettelserne var som regel ved hængning, ofte med fødderne opad  som i middelalderens Judenstrafe (= jødestraf). 
I den nedre lejr var også Lazarett (= sygehuset), som kun var fire vægge uden tag, og en indvendig grube, der altid brændte. Hertil bragte man gamle og syge, trak deres tøj af, satte dem overfor gruben og skød dem bagfra, så de faldt direkte ned i infernoet. 
Lejren var omgivet af to pigtrådgærder; det inderste gærde var tildækket af trægrene for at skjule det, som foregik.  Lejren blev drevet af 20-25 tyske og østrigske SS-mænd; dertil 80-120 vagter, for en stor del Volksdeutsche ("folketyskere", dvs. folk fra etniske, tyske minoriteter) og ukrainere.  I perioden med flest transporter – efteråret og vinteren 1942 – var der hele 1.000 arbejdsjøder. Stangl var optaget af at disponere en dygtig arbejdsstyrke, og udnævnte Hofjuden (= "hofjøder") som fik særlige armbind at gå med, så de ikke ved en fejl blev slået ihjel. De fleste var mænd i fyrrerne; læger, ingeniører, arkitekter, de fleste fra Warszawa. 

## Arbejdsjøderne
Det lille antal, der ikke blev dræbt ved ankomst, blev udvalgt til Sonderkommandoer, som levede på lånt tid. Værdisager blev registreret af jøder, omtalt som "guldjøder", under SS-manden Franz Suchomel, som også havde ansvar for skrædderiet. SS og ukrainerne valgte de bedste ting fra de myrdedes ejendele. Derefter kom ukrainerne til guldjøderne og byttede varer mod guld, dollars eller smykker, som de ellers ikke fik tilgang til; de bevogtede lejren, men indenfor gærdet var den drevet af jøder, og kontrolleret af SS. 
Stangls første forslag til forbedringer i Treblinka var at sætte toiletspande langsmed "Himmelfarten", da folk gjorde fra sig af skræk undervejs til gaskammeret. I stedet blev to arbejdsjøder sat til at gøre vejen ren efter hver transport.  I september 1942 oprettede Stangl den blå kommando, arbejdsjøder med blå armbind, der tog imod på perronen, når transporterne kom. Hvis transporterne kom fra Vesteuropa, blev der lagt vægt på en høflig modtagelse. De nyankomne blev bedt pænt om at stige ud af toget, i kontrast til transporterne fra Østeuropa, hvor folk blev slået og skreget til fra første øjeblik. Den røde kommando ventede i gaskammeret, fik folk til at klæde sig af,  og råbte: "Ganz nackt. Schuhe zusammenbinden. Geld und Dokumente mitnehmen." (= "Alt tøj af. Bind skoene sammen. Tag penge og papirer med.") Nogle undersøgte kroppens hulrum efter skjulte værdier; andre barberede kvindernes hår af; det blev så desinficeret, inden det blev sendt til Tyskland for at stoppes i madrasser.  Mens de om vinteren ventede udenfor gaskammeret i kulden, frøs fødderne fast til jorden; mødrene måtte rykke de små løs. 
I de første måneder under dr. Eberl kunne en jøde udpeges af en SS-mand til at gøre arbejde i stedet for at sendes i gaskammeret - men blive dræbt af en anden SS-mand en time senere. Tidligt i 1943, da der var få transporter, blev SS-mændene klar over, at deres trygge tilværelse langt fra fronten afhang af, at de gjorde sig uundværlige ved at kunne vise til veldrevne lejre. Til den opgave behøvede de dygtige arbejdsjøder. Men sommeren 1943 blev alt igen usikkert, fordi russerne nærmede sig. 

## Virkning på samfundet omkring
Stationsforstander Zabecki, SS og overlevende fanger samstemmer i, at lejren ikke lå afsondret. Bøndernes marker, hvor de arbejdede hele dagen, lå helt ind til gærdet. Helt fra Warszawa kom der tilrejsende, som stod ved gærdet og tuskhandlede med de ukrainske vagter. Disse kvinder, kaldt Spekulantinnen, slog også telt op udenfor. SS-manden Christian Wirth trak ved en anledning tolv af dem ind i lejren og fik dem pisket. Derefter blev de sendt til Treblinka I.  Ukrainerne fik efterhånden mange penge mellem hænderne, så der kom også tilrejsende prostituerede. I efteråret 1942 forlød det, at tyve togvogne blev gjort i stand til noget ved stationen. Lokalbefolkningen fik fuldstændig panik ved tanken på, at nu var turen nok kommet til dem. Samme aften rejste mange, og næsten kun voksne mænd var tilbage. De havde sendt familien væk. 
Stedet var ingen hemmelighed. Der var ansat tre polske piger til at lave mad for SS, og på fridage tog de piger hjem.  Dertil kunne stanken mærkes, flere km væk.

## Meir Berliners oprør
Den argentinske jøde Meir Berliner var i Warszawa med sin familie, da krigen brød ud. De blev deporteret til Treblinka, hvor Berliner blev udvalgt til arbejdsjøde, mens hans kone og datter blev sendt i gaskammeret. 11. september 1942 blev der udvalgt arbejdsjøder, som skulle dræbes samme dag. Berliner trak en kniv frem, brød ud af rækken og stak SS-manden Max Bialas ned bagfra. Berliner blev stående, og vagterne slog ham ihjel med spadeslag. Kurt Franz kom til, beordrede lejrens "ældste", Galewski, til at stå forrest, slog ham med pisken, og sagde, at hvis noget sådant skete igen, ville Galewski selv blive henrettet. Christian Wirth blev tilkaldt. Han beordrede ti mænd udvalgt og skudt med det samme. Af resten blev der næste morgen udvalgt 150, som blev skudt som straf for Berliners handling. Max Bialas døde af sine skader, og blev hædret ved at få ukrainernes vagthytter opkaldt efter sig. 

## Opstanden i Treblinka
2. august 1943 gjorde Treblinkas fanger oprør. De lykkedes i at få fat i våben fra SS’ lager, angreb de tyske og ukrainske vogtere, og satte ild til flere af bygningerne. Selv om de blev beskudt fra vagttårnene, klarede mange fanger at bryde gennem lejrens pigtrådsgærde. Det var en mandag, og smeltende varmt. Kommandant Stangl blev observeret døddrukken. Næstkommanderende Kurt Franz og tyve af hans mænd var borte fra lejren. Den tjekkiske jøde Richard Glazar, som overlevede, forklarer at kl. 14 kom en besked fra oprørsledelsen om, at fra det øjeblik skulle ingen jøde dø. Hvis nogen blev truet, skulle opstanden straks iværksættes. Kl. 15:50 skal den jødiske stikker Kuba have sagt noget til SS-manden Küttner, og lige efter begyndte Küttner at slå løs på en jødisk dreng. Dermed blev der givet signal, måske to timer før planlagt. Glazar beskrev opstanden som kaotisk. Granater og flasker med benzin eksploderede; brande brød ud nærmest omgående; og der blev skudt overalt. Også dødslejren stod i flammer. Berek Rojzman – den eneste overlevende fra Treblinka, der valgte at blive boende i Polen – havde som opgave at uskadeliggøre den ukrainske vagt i vagttårnet i lejrens østligste ende, ved markerne, hvor polske bønder og fanger fra Treblinka arbejdede. Vagten slappede af i shorts i sommervarmen, og da Rojzman, som kendte ham, råbte: "Løb, Mira, russerne kommer!" og tog hans gevær, løb vagten uden protester. 
Den tjekkiske mekaniker Standa Lichtblau sprængte garagen i luften med benzin; dermed startede han opstandens største og vigtigste brand, men omkom selv i den. Fotografen Zhelo Bloch, som ledede opstanden i lejrens øvre del (dødslejren), omkom også. Rudi Masarek, som kun var halvt jøde, og derfor kom til Treblinka af egen fri vilje, da hans jødiske kone blev deporteret derhen, døde. Galewski, lejrens "ældste", som oprørerne havde svoret en ed til aftenen før, omkom også. En polsk kvinde, Helen Sucha, skjulte en af de flygtede jøder. Tyskerne sendte hende som straf til Treblinka I. Hun kom aldrig tilbage. Krematorierne stod urørte, og Stangl sagde: "De fjolser, hvorfor brændte de ikke dem?" 
 Op mod 200 fanger anslås at være flygtet fra Treblinka den dag; men kun omkring 100 af disse overlevede den påfølgende menneskejagt, blandt dem snedkeren Jankiel Wiernik. Han havde medvirket ved bygningen af de nye, større gaskamre, samt af hovedporten og vagthytten i tyrolerstil. Under opstanden blev han skudt i skulderen af en ukrainsk vogter, men Wiernek lykkedes i at dræbe ham med en økse og undslippe ud i skoven. Wiernik boede i Israel frem til sin død i 1972. I 1950’erne byggede han en model af Treblinka, der i mange år kunne ses udstillet.  Richard Glazar og Karel Unger overlevede ved at vade ud i et vand, og stå der med kun hovederne over vand. De tog mod vest og endte i Mannheim, hvor de boede blandt tyskere og arbejdede på en tysk fabrik. Joe Siedlicki fik arbejde i en polsk arbejdsbrigade, tilknyttet den tyske hær og tildelt hærens rationer. I et år gik den tidligere Treblinka-fange i Wehrmacht-uniform. 
70 år efter opstanden, i august 2012, var kun to af Treblinkas jøder i live: Kalman Tagiman og Samuel Willenberg, der som nittenårige ankom lejren. Kalman fortalte, hvordan han, efter at have løbet i et kvarter, vendte sig om og så, hvordan lejren brændte bag ham: "Hagekorsflaget brændte og faldt ned. Alt brændte. Følelsen var uvirkelig.  Jeg kravlede simpelthen over gærdet. Andre var allerede flygtet den vej, og der var tæpper og brædder lagt over gærdet, så vi kom over. Tyskerne jagtede os til hest og i biler. Nogle af de flygtende havde våben. Jeg løb sammen med en gruppe, der havde en riffel og revolvere, de skød med, så tyskerne trak sig tilbage."  Den femtenårige Hershl Sperling blev fanget, men overbeviste tyskerne om, at han havde været polsk, politisk fange, og endte i stedet i Dachau, som han også flygtede fra. Som enkemand i Glasgow valgte han i 1989 at begå selvmord. 
Stikkeren Perla (eller Paulinka), som havde røbet mindst seks jøder til Küttner og forårsaget deres død, blev fundet efter opstanden med hovedet knust, på stien hvor hun havde forsøgt at flygte op til dødslejren. Stangl sad i telefonen. Henved kl. 18 lød det, som om der var fanget fyrre flere, end der var undsluppet, og han bekymrede sig for, om der også blev skudt forbipasserende. 

## Efter opstanden
Efter opstanden kom der stadig transporter fra Bialystok. 18. august 1943 ankom "Pj 202" ("Pj" betød "polske jøder"). Den sidste transport var "Pj 204" 19. august med 39 vogne fra Bialystok. Derefter blev bygningerne revet, lupiner og nåletræer plantet, og en lille bondegård bygget af murstene fra de nedrevne gaskamre. Her blev ukraineren Strebel bosat med sin familie. Fem vogne med Sonderkommandoer forlod Treblinka 20. oktober 1943 med kurs for Sobibor, hvor de blev dræbt. 23. juli 1944 blev de sidste fanger dræbt. De var holdt i live kun for at arbejde med at skjule sporene efter lejren og det, der var foregået. Tidligt om morgenen drak vagterne sig mod til og begyndte nedskydningen. Kun snedkeren Max Levit overlevede og blev liggende under de døde til det blev mørkt, og han kunne krybe i skjul i skoven. 
SS-mændene forlod lejren i to lastbiler få dage senere, efter at have dræbt de sidste 25-30 arbejdsjøder i Treblinka - deriblandt tre piger.  En af dem var den rødblonde Tchechia Mandel (også stavet Chesia Mendel) fra Lviv - den eneste af jøderne, tyskerne altid havde sagt "De" til i stedet for "du". Lige efter frokost var beskeden kommet fra en SS-mand: "Jetzt muss es ja einmal dran kommen" (dansk: ~ En gang må det jo komme dertil). Tchechia lo hånligt og sagde, at hun aldrig havde troet på tyskernes fagre løfter: "Ja, dræb du os bare. Men gør mig den tjeneste ikke at bede OS om at tage tøjet af." 
Den Røde Hær fandt ved sin ankomst sidst i juli 1944 overlevende fanger. Den kendte journalist Vasilij Grossman var med til at skrive bogen Helvedet i Treblinka.  Her fortæller han, hvordan jøderne var blevet fortalt, at de skulle arbejde på gårde i Ukraine; de kunne medbringe mad og tyve kilo bagage. I mange tilfælde tvang tyskerne dem til at købe billet til Ober-Majdan, som var Treblinkas kodenavn. 

## Navne, der huskes
Kommandanten Franz Stangl blev i 1970 interviewet af Gitta Sereny og portrætteret i hendes bog Into that darkness.  Stangl ankom Treblinka sensommeren 1942 beordrede ti nye og større gaskamre bygget i lejren og muliggjorde derved 22.000 drab dagligt. I 1943 blev han og andre lejrledere sendt til den italienske front, muligvis i håb om at de ville blive dræbt der og tage hemmeligheden om lejrene med i døden. Først 13. maj 1970 blev han ført for retten i Tyskland og anklaget for drab på 1,2 millioner mennesker. Dommen faldt i december: Livsvarigt fængsel som medskyldig i drab på 900.000 mennesker. 
Janusz Korczak drev et børnehjem i Warszawa. 5. august 1942 blev han sammen med hjemmets 192 børn deporteret til Treblinka. Han gik i spidsen for følget gennem gaderne til toget.  Der hjalp han hvert enkelt barn ind i vognen og bad om lidt vand til dem, der besvimede i sommervarmen. Mindestenen over Korczak er den eneste i Treblinka, der er tilegnet en enkeltperson. 
Overlevende fanger fra Treblinka genkendte John Demjanjuk som vagten, de kaldte "Ivan den grusomme". Han blev frataget sit amerikanske statsborgerskab i 1981 og udleveret til Israel for retsforfølgelse,  men døde 91 år gammel på et plejehjem. 

## Treblinka: Det polske Colorado
Michal Kalembasiak og Karol Ogrodowczyk besøgte Treblinka 12. september 1945, og tog nogle af de første fotografier af lejren efter krigen. Området var gravet op og fyldt af huller, nogle var flere meter dybe, med knogler spredt rundt om. Tusinder måtte have gravet på stedet for at skabe sådan et månelandskab. De, der var optaget af at si asken af de døde, gad ikke at svare, når de blev spurgt om, hvad de lavede. Kalembasiak og Ogrodowczyk rapporterede til den jødiske historiske kommission i Warszawa at de, der om dagen berigede sig ved at grave guld i dødsmarkerne, om natten plyndrede deres naboer for, hvad de havde fundet. I en hytte få meter fra huset, hvor de to overnattede, blev en kvinde tortureret med åben ild for at afsløre, hvor hun gemte guld og andre værdier. Forfatterinden Rachela Auerbach, der besøgte lejren 7. november 1945, kaldte et kapitel i sin bog om Treblinka for Det polske Colorado: "Røvere med spader er overalt. De graver, leder, trækker frem knogler og kropsdele. Måske noget stadig kan findes, måske en guldtand?"  Der kunne være flere hundrede fremmødte med spader, selv om lejrområdet kun var på størrelse med en almindelig idrætsplads. Sovjetsoldater gravede også i området, og detonerende sprængstof, hvor de forventede at gøre fund. 

## Mindesmærket
Polske myndigheder har med omhu rejst et mindesmærke over dem, der døde i lejren. Træer og buske, som tyskerne fik plantet som kamuflage for at skjule folkemordet, har vokset sig store. 17.000 stene i forskellige farver og størrelser minder om de byer og steder, der kom jøder fra. Størst er stenen til minde om jøderne fra Warszawa-ghettoen. 

## Vidner
Under Treblinka-processerne i Düsseldorf i 1964/65 mod ti af vagterne i Treblinka,  var fotografier taget af den østrigske soldat Hubert Pfoch (1920-2008) af væsentlig betydning. Pfoch, som overlevede krigen og senere blev medlem af byrådet i Wien, var på vej til østfronten, da hans tog gjorde holdt for natten ved Siedlce.  Soldaterne hørte skud, og Pfoch noterede i sin dagbog, at omkring 7.000 mennesker i alle aldre sad eller lå på platformen overfor. Straks nogen forsøgte at rejse sig, skød vagterne mod dem. Næste morgen, 22. august, fik soldaterne høre, at det var en transport af jøder. Jøderne råbte, at de havde været undervejs i to døgn uden vand eller mad. Da de nu blev tvunget om bord i kvægvogne, blev soldaterne vidne til frygtelige optrin. Ligene af dem, der var dræbt om natten, blev af jødisk hjælpepoliti smidt om bord i en lastbil i fire omgange, før alle var fjernet. Vagterne, som var ukrainske SS-frivillige, tvang 180 personer ind i hver vogn. De skreg til jøderne og slog dem så hårdt, at riffelkolberne gik i tu. Folk tryglede om vand i sommervarmen og tilbød soldaterne 5.000 zloty (2.500 Reichsmark) for en kop vand. Nogle klatrede ud gennem lufteventilerne, og blev skudt i det øjeblik, de sprang ned. Syge om hjertet af blodbadet så soldaterne en mor springe ned med sit spædbarn; vagten var stolt af, at han dræbte begge med det samme skud gennem deres hoveder. Soldaterne fik sin officer til at protestere overfor den ansvarlige SS-officer, som til svar brølede, at hvis disse Ostmarkler (= østrigere, af Ostmark = Østrig som tysk provins) ikke brød sig om synet eller holdt kæft, ville han med glæde fremskaffe en vogn til, "så de kunne slå følge med jøderne og krigshidserne og lære Treblinka at kende". Troppetransporten kørte så derfra. Mindst 50 døde, nogle helt nøgne, lå langs sporet, og blev fjernet af jødisk politi, som forsynede sig af eventuelle værdigenstande. Det blev sagt, at Treblinka var en aflusningslejr. Men da troppetoget nåede frem til Treblinka station, stank stedet af rådnende lig, så flere soldater kastede op. Toget med jøderne stod allerede ved stationen. Pfoch skrev i sin dagbog – og det her var i august 1942 – at "300.000 er samlet her. Hver dag gasses og brændes ti-femten tusinde." Af frygt for, at hans dagbog kunne blive fundet, tilføjede han: "Det siges, at våben er fundet i ghettoerne, og det er grunden til disse modtiltag." 
11. oktober 1942 blev jøden Chil Rajchman (1914-2004) deporteret til udryddelseslejren. Som en såkaldt "arbejdsjøde", undgik han døden, mens hans søster umiddelbart efter ankomsten omkom i en af gaskamrene. Han arbejdede blandt andet med at fjerne håret og tænderne fra ofrene, og senere transportere ligene til massegravene. Under opstanden i Treblinka den 2. august 1943, lykkedes det ham at flygte fra dødslejren. Han overlevede flugten og udvandrede efter krigen til Uruguay. I 2009 publiceredes Rajchmans erindringer på flere sprog, og i 2010 udkom den danske oversættelse Jeg er den sidste jøde: Treblinka (1942–1943), en skildring af det hårde liv i lejren.  Rajchman optrådte som vidne i flere NS-processer, blandt andre i Treblinka-processen mod Kurt Franz, Treblinkas sidste lejrkommandant inden lejren blev nedlagt i november 1943.
Fangevogteren Franz Suchomel  interviewes med skjult kamera i Claude Lanzmanns dokumentarfilm Shoah. 
Udgravninger af stedet har også pågået i de senere år. 